# Mohamed Belhassan Wazzani
Mohamed Belhassan Wazzani (in arabo محمد بن الحسن الوزاني‎?; Fès, 27 gennaio 1910 – 9 settembre 1978) è stato un giornalista e politico marocchino.

## Biografia
Nato a Fès nel 1910, Wazzani militò nel movimento nazionalista marocchino, divenendone uno dei pochi esponenti ad esprimere posizioni repubblicane. Nel 1951 fondò il Partito Democratico dell'Indipendenza. Nel 1960 insieme a Mahjoubi Aherdane e a Mbarek Bekkay sostenne lo scioglimento del governo di Abdallah Ibrahim. Nel 1963 contribuì a fondare il Fronte per la Difesa delle Istituzioni Costituzionali e venne eletto in parlamento in occasione delle elezioni parlamentari del 1963. Morì nel 1978.